# Норма Міллер
Норма Міллер (2 грудня 1919, Гарлем, Нью-Йорк — 5 травня 2019) — американська ліндіхопперка і джазова танцюристка, відома як «королева Свінгу».

## Біографія
Дочка іммігрантів з Бриджтауна, Барбадос, Норма Міллер народилась та виросла у афро-американському районі Нью-Йорку, Гарлемі. Її батько не дожив місяць до її народження, але дівчина росла оточеною любов'ю і підтримкою її старшої сестри Дот та матері Альми. З дитинства захоплювалась джазової музикою та танцями і, незважаючи на часом скрутне становище родини, мати віддала її до танцювальних класів Аманди Кемп. Під час інтерв'ю зі своїм партнером Френкі Меннінгом у документальній стрічці Кена Бьорнса Джаз,, обговорюючи перші роки епохи свінгу, Міллер розповіла про початок своєї танцювальної кар'єри у Савої (що знаходився через дорогу від будинку, де вона мешкала) на початку 1930-тих. Відкрита у 12-річному віці легендарним танцюристом Савою Твістмауз Джорджем, Норма Міллер залишилась у шоу-бізнесі назавжди.
У 1934 отримала запрошення у танцювальний гурт Whitey's Lindy Hoppers. З ним гастролювала Європою в 1935 році. У 1936 популярність гурту росте, і Міллер відбуває у всеамериканське турне з міжнародною зіркою блюзу Етель Вотерс. Під час перебування у Каліфорнії Whitey's Lindy Hoppers привертають увагу кінокомпанії Metro-Goldwyn-Mayer, і Норма Міллер знімається у своїй першій кінострічці День на перегонах братів Маркс (1937).
1937 року Норма повертається додому повністю виснаженою та з вагою, набагато меншою за норму. Як результат на своє 18-річчя потрапляє до шпиталю. У березні 1938 Міллер повертається у танцювальний гурт. Протягом року вона виступає на Всесвітній виставці у Лонг-Айленді. У 1940 разом із Whitey's Lindy Hoppers гастролює з Етель Вотерс, виступає у Європі, знімається у кіно та знову виступає на Всесвітній виставці. Бере участь у змаганнях Harvest Moon Ball, де потрапляє у трійку найкращих. Після цього Міллер отримала запрошення на шоу «Sullivan's Toast» у «Lowe's State Theater». У 1941 знімається у найбільш відомому серед ліндіхопперів фільмі Hellzapoppin’. Під час зйомок у Каліфорнії зустрічається із Роєм Гленном. Хоча вони стають дуже близькими, по закінченню зйомок вони розлучаються. Після повернення до Нью-Йорку продюсер гурту Герберт Вайт повідомляє про майбутні гастролі у Ріо-де-Жанейро.
Через початок Другої світової війни Whitey's Lindy Hoppers залишаються у Бразилії протягом 10 місяців замість 6 тижнів. Під час війни кількість виступів гурту зменшується. Більш того, поступово змінюється уся індустрія розваг. Бібоп приходить на заміну свінгу, танцювальна музика стає менш популярною, і у 1942 році Норма Міллер вирушає в останнє турне з Whitey's Lindy Hoppers. У 1943 році вона створює сольну програму, з якою гастролює всією Америкою. Під час виступів у Лос-Анджелесі знову зустрічає Роя Гленна. Деякий час вони живуть разом, але у 1947 остаточно поривають.
У 1952 році Міллер створює танцювальний гурт «Norma Miller Dancers» у Нью-Йорку. Хоча вона не планує цього, тим не менш, кожна нова програма гурту дебютує у театрі Аполло. Вони гастролюють в Австралії та Америці. У 1954 виступають разом із Каунтом Бейсі. У 1956 «Norma Miller Dancers» виступають у шоу клубу Коттон Murray Weingre і Benny Davis. Також у цьому шоу беруть участь Cab Calloway, Sallie Blair, Lonnie Satin і George Kirby. Норма Міллер та Кеб Келловей грають Джульєтту та Ромео у комедійному скетчі. Протягом 1950-60-их Міллер виступає в численних шоу з Каунтом Бейсі, Redd Foxx як акторкаа, танцюристка та комікеса.
Норма Міллер написала кілька книжок — Swing Baby Swing, хроніки еволюції свінгового танцю, автобіографію Swingin' at the Savoy: A Memoir of a Jazz Dancer, де згадує свої зустрічі з Еллою Фітцджеральд, Каунтом Бейсі, Дюком Еллінгтоном, Біллі Голідей, Бенні Гудманом, Арті Шоу, Етель Вотерс та іншими джазовими музикантами.

## Фільмографія
- День на перегонах (1937)
- Keep Punching  (1939)
- Hellzapoppin' (1941)
- Гарячий шоколад (1941)
- Sparkle (1976)
- The Richard Pryor Special? (1977)
- Малколм Ікс (1992)
- Captiva Island (1995)

## Телебачення
- Sanford and Son (1973)
- Grady (1976)
- Sanford Arms (1977)
- Vega$ (1979)
- Stompin' at the Savoy  (1992)
- Mo' Funny: Black Comedy in America (1993)
- E! True Hollywood Story (1996)
- American Masters (1999)
- Jazz: A Film by Ken Burns (2001)
- The Savoy King: Chick Webb & the Music That Changed America (2012)
- Moms Mabley: I Got Somethin' to Tell You (2013)